# Homalomena elegantula
Homalomena elegantula är en kallaväxtart som beskrevs av Alistair Hay och Hersc. Homalomena elegantula ingår i släktet Homalomena och familjen kallaväxter.
Artens utbredningsområde är Sumatera. Inga underarter finns listade.